# Handball-Verbandsliga Bayern 1989/90
Die Handball-Verbandsliga Bayern 1989/90 wurde unter dem Dach des „Bayerischen Handballverbandes“ (BHV) organisiert, sie ist die zweithöchste Spielklasse des bayerischen Landesverbandes und wird hinter der Bayernliga als fünfthöchste Liga im deutschen Ligensystem geführt.

## Saisonverlauf
Meister der Verbandsliga Nord wurde der 1. FC Nürnberg und Vizemeister war die TG 1848 Kitzingen. Meister der Südgruppe war TB 03 Roding. Der dritte Aufsteiger wurde zwischen den Vizemeistern in einer Relegation mit Hin- und Rückspiel ermittelt, dabei hatte sich die TG 1848 Kitzingen gegenüber dem 2. der Gruppe Süd durchsetzen können.

### Modus
Die in Gruppe Nord und Süd eingeteilte Liga bestand aus je 12 Mannschaften. Es wurde eine Hin- und Rückrunde gespielt. Platz eins jeder Gruppe war Staffelsieger und Direktaufsteiger in die Bayernliga. Die zweiten Plätze spielten in einer Relegation den dritten Aufsteiger aus. Die Platzierungen zehn bis zwölf jeder Gruppe waren Direktabsteiger.

## Teilnehmer
Nicht mehr dabei waren die Aufsteiger der Vorsaison TG 1861 Heidingsfeld, CSG Erlangen II, SC Freising. Neu dabei waren die Absteiger aus der Bayernliga Post SV München, ESV Ingolstadt-Ringsee die in der Südgruppe eingegliedert waren und der TSV Lohr mit 5 weiteren Aufsteigern aus den Bezirksligen. 	

### Abschlusstabelle
Gruppe Nord

Quelle: www.lohrerhandballer.de
|     | Mannschaft             | Spiele | Punkte |
| --- | ---------------------- | ------ | ------ |
| 1.  | 1. FC Nürnberg         | 22     | 36:8   |
| 2.  | TG 1848 Kitzingen      | 22     | 34:10  |
| 3.  | TSV 1846 Lohr (N)      | 22     | 27:17  |
| 4.  | HG Erlangen II         | 22     | 25:19  |
| 5.  | TV 1861 Erlangen-Bruck | 22     | 24:20  |
| 6.  | TV Rothenburg          | 22     | 23:21  |
| 7.  | HG Bamberg             | 22     | 20:24  |
| 8.  | SG Rödental            | 22     | 19:25  |
| 9.  | TV Heilsbronn          | 22     | 19:25  |
| 10. | TSV Rodach             | 22     | 19:25  |
| 11. | ASV Rothenburg         | 22     | 16:28  |
| 12. | TV 1860 Bad Windsheim  | 22     | 2:42   |

Staffelsieger und Aufsteiger in die Bayernliga
Für die Bayernliga 1990/91 qualifiziert
 Für die Verbandsliga 1990/91 qualifiziert
Absteiger
Gruppe Süd

1. Platz TB 03 Roding

Bereich des „Bayer. Handballverbandes“ (BHV)

Absteiger aus der Bayernliga waren
 Post SV München und
 ESV Ingolstadt-Ringsee

### Aufstiegsrelegation
Gewinnt TG 1848 Kitzingen